# Smiltynė

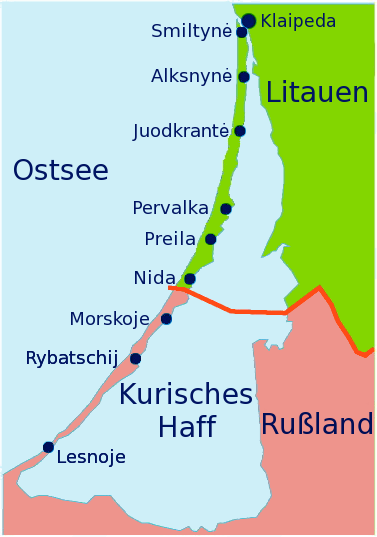
De Koerse Schoorwal met Smiltynė op de noordpunt

Smiltynė (voor 1945 Duits: Sandkrug) is de noordelijkste plaats op de Koerse Schoorwal, een landtong die gedeeltelijk tot Litouwen en gedeeltelijk tot Rusland behoort. In tegenstelling tot de andere Litouwse plaatsen op de landtong, die allemaal tot de gemeente Neringa behoren, hoort Smiltynė bij de stadsgemeente Klaipėda. Het dorpje is van de stad gescheiden door een smalle zeestraat (0,5 km), die het Koerse Haf verbindt met de Oostzee. Tussen Smiltynė en Klaipėda vaart een veerboot. Smiltynė is de badplaats van Klaipėda; de havenstad heeft verder geen stranden. Ten zuiden van de veerhaven ligt een jachthaven.
De afstand tot Alksnynė, de dichtstbijzijnde plaats in Neringa, bedraagt 8 km.

## Geschiedenis
Het dorp, dat in 1429 voor het eerst vermeld werd, begon als een pleisterplaats tussen Koningsbergen (het huidige Kaliningrad) en Memel (het huidige Klaipėda). Hier konden reizigers wachten op gunstig weer voor de overtocht naar Memel. In 1525 kreeg de plaats een herberg. Tot in het begin van de 20e eeuw bestond het dorp uit niet meer dan een herberg met een handvol vissershuisjes eromheen, maar na de eeuwwisseling groeide het uit tot een populair woonoord voor de rijkere inwoners van Memel, die hier hun villa’s lieten bouwen.
In 1897 werd Smiltynė (toen nog Sandkrug) bij Memel gevoegd. Voordien hoorde het bij de gemeente Mellneraggen waarvan de gelijknamige hoofdplaats op het vasteland tegenover de noordpunt van de schoorwal lag. Nu is die plaats onder de naam Melnragė een stadsdeel van Klaipėda. In 1901 werd in Smiltynė een groot, luxueus hotel met een restaurant en een casino gebouwd, het Kurhaus. Bij de nadering van het Sovjet-leger lieten de meeste inwoners zich in de herfst van 1944 westwaarts evacueren (zie Verdrijving van Duitsers na de Tweede Wereldoorlog). Daarna waren Klaipėda en de Koerse Schoorwal echter als Sovjet-militair gebied niet meer toegankelijk voor toeristen en het dorp verpauperde. Na 1985 mochten er weer toeristen komen, maar ook momenteel wonen er nog maar zo’n 50 mensen.
In mei 2006 vernielde een bosbrand bijna 250 hectare bos tussen Smiltynė en Alksnynė.

## Bezienswaardigheden
Op de noordpunt van de Koerse Schoorwal, twee kilometer ten noorden van de veerhaven, ligt het fort Kopgalis. De Duitse naam was, wat verwarrend, Süderspitze, omdat het ten zuiden van de ingang naar de havens van Memel ligt. Het fort herbergt nu het Litouwse Zeemuseum. Onderdelen van het museum zijn een aquarium en een dolfinarium.
Smiltynė heeft ook een klein openluchtmuseum met drie voor de streek typerende houten huizen, waarin de bezoeker wordt geïnformeerd over het landschap en de fauna en flora van de Koerse Schoorwal.

## Foto’s

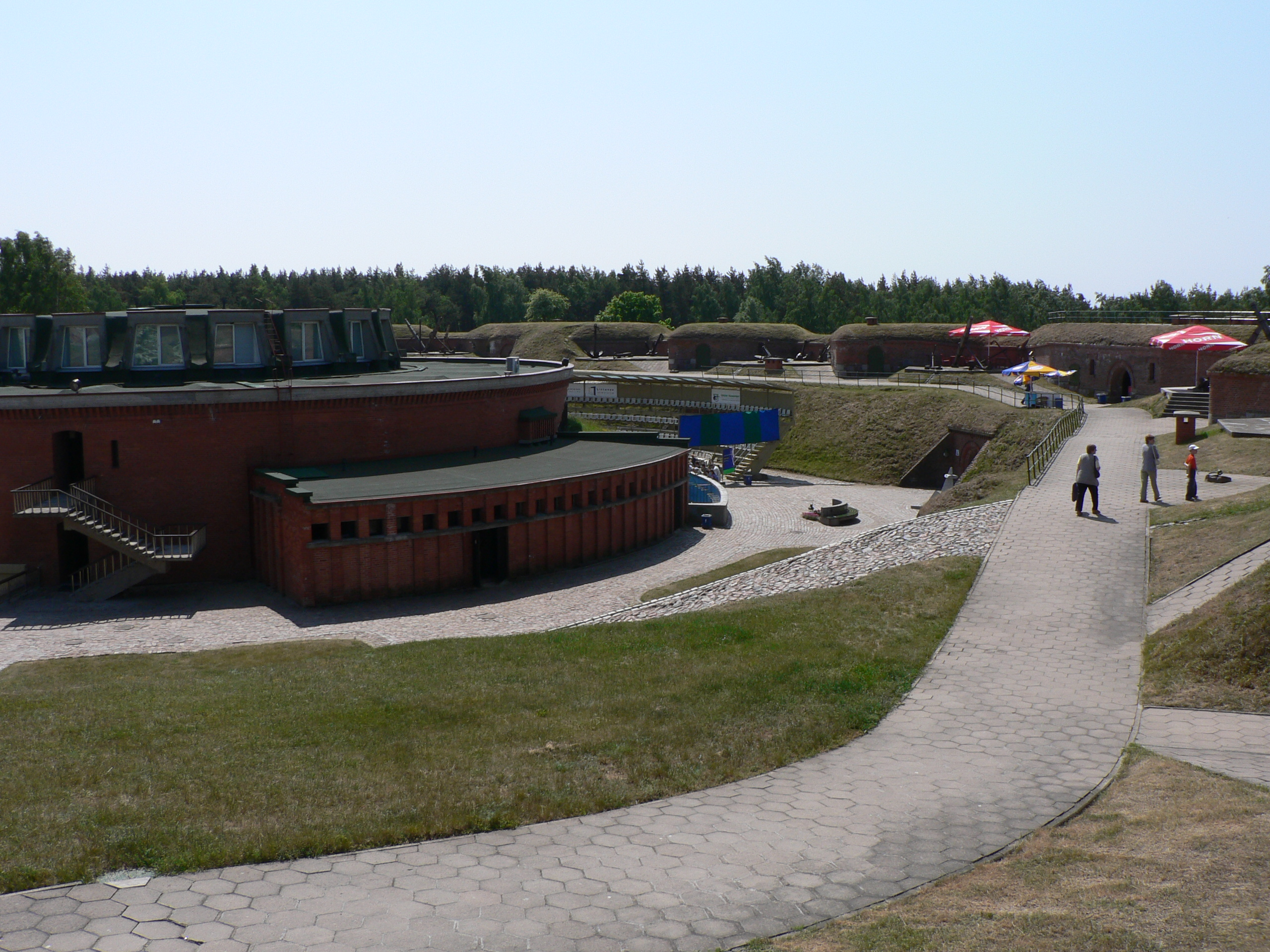
Het fort Kopgalis
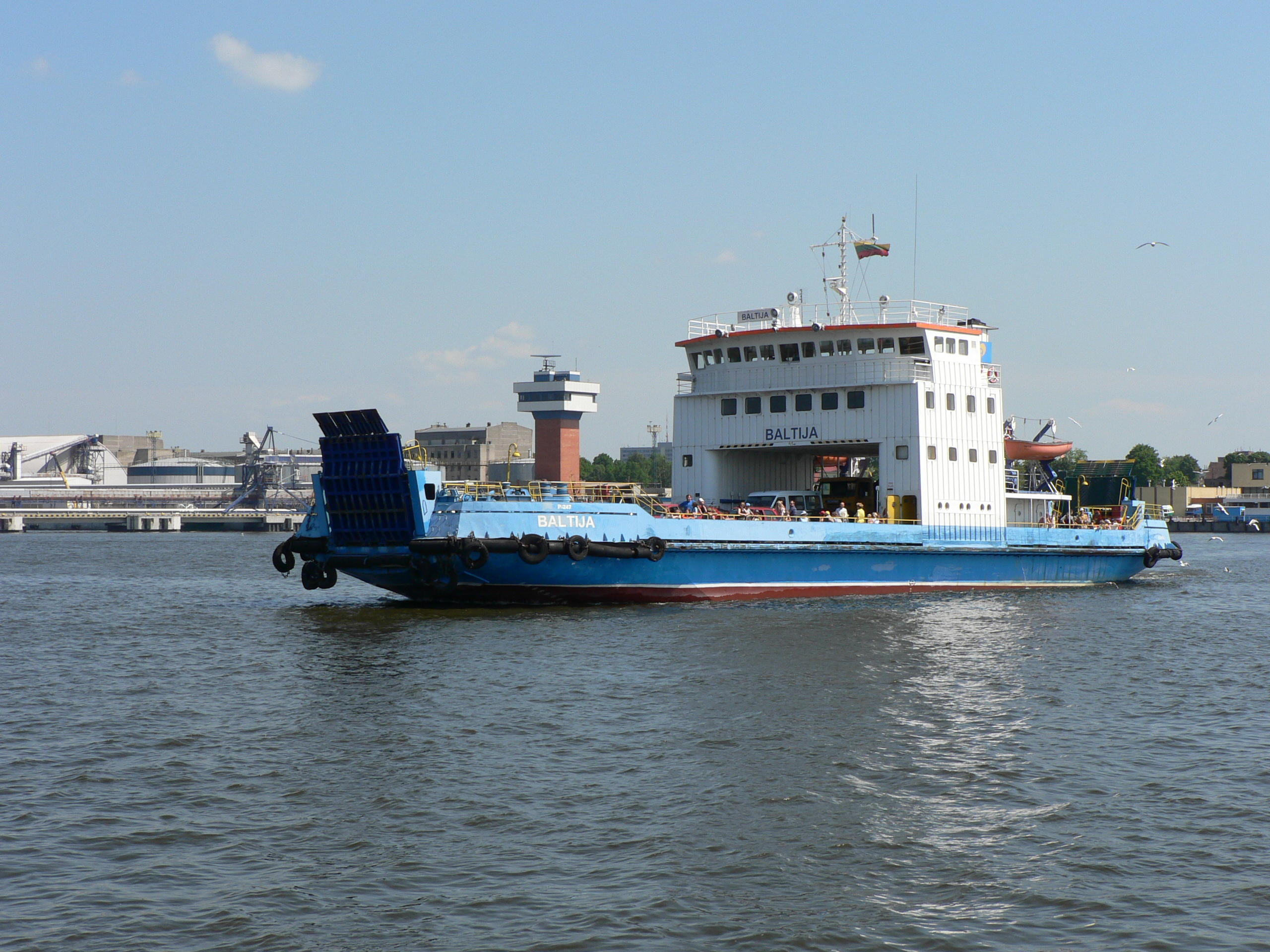
De veerboot tussen Smiltynė en Klaipėda
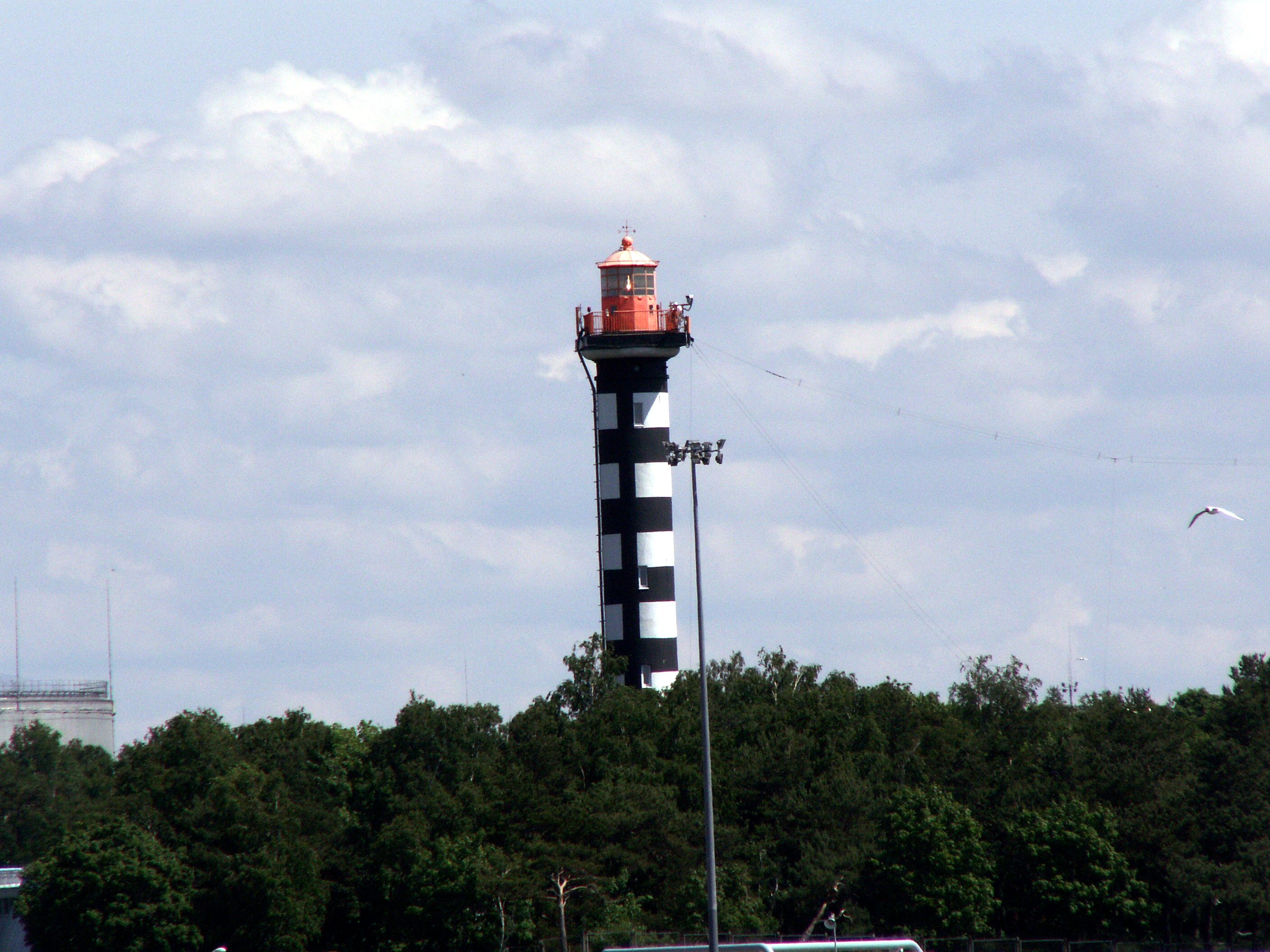
De vuurtoren
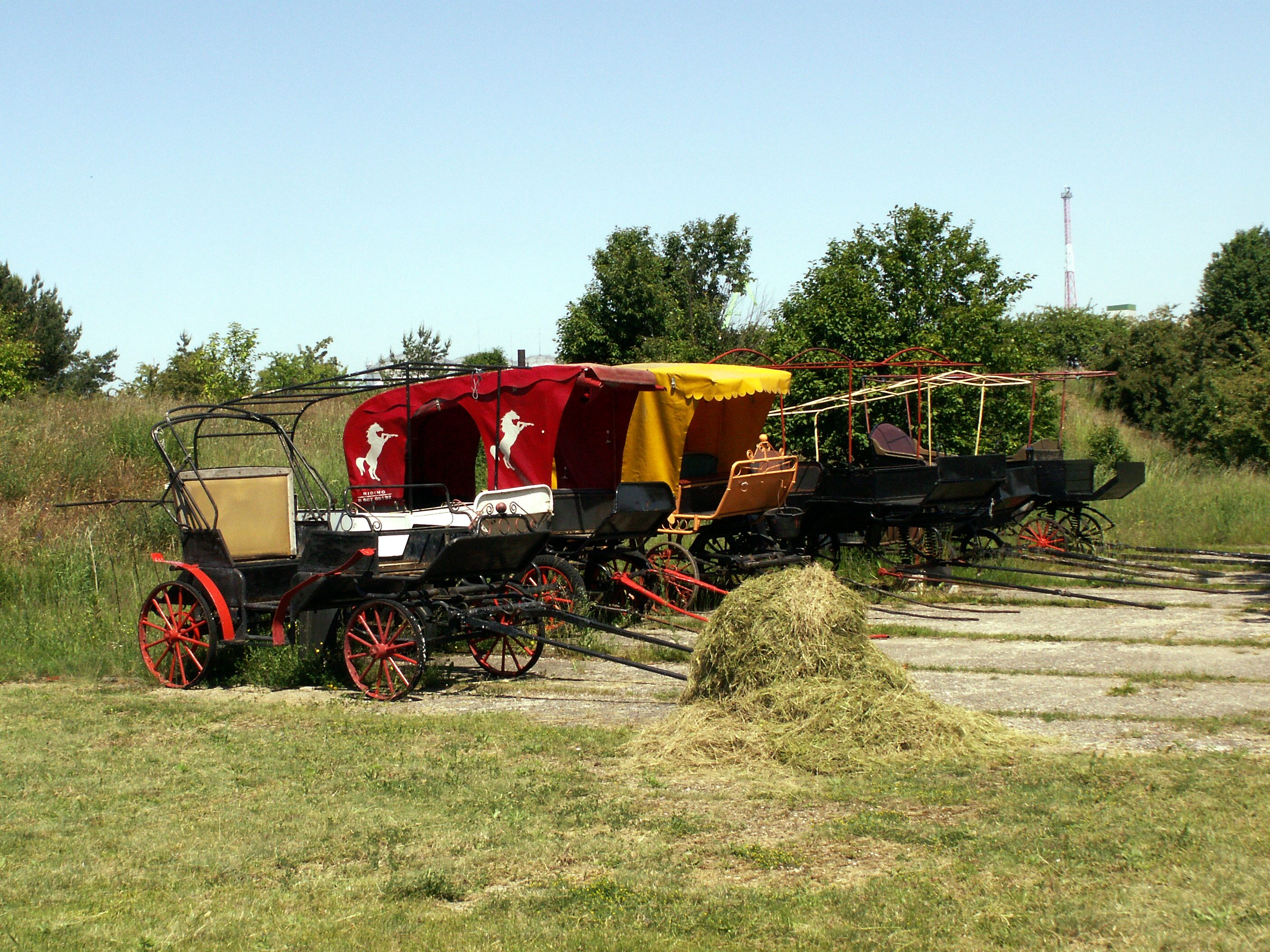
Wagens in het openluchtmuseum
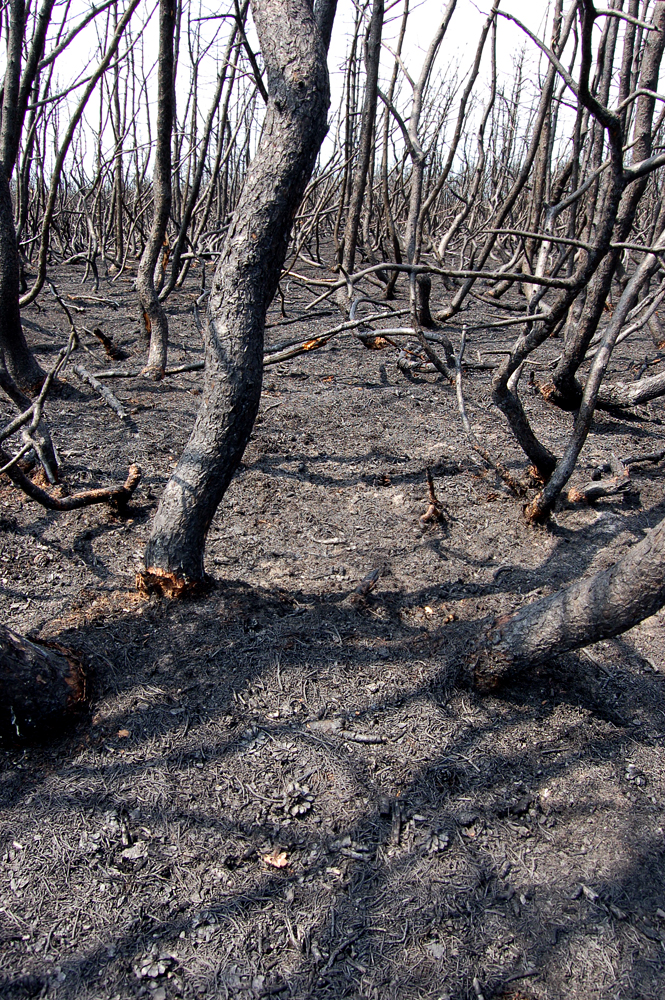
De schade na de brand van 2006

Litouwse deel: Smiltynė · Alksnynė · Juodkrantė · Pervalka · Preila · Nida

Russische deel: Morskoje · Rybatsji · Lesnoj